# Кунигунда II фон Баден
Кунигунда II фон Баден (на немски: Kunigunde II von Baden; † 2 юли 1310 или 1315) е маркграфиня от Баден и чрез женитба графиня на Вертхайм.

## Произход
Тя е дъщеря на маркграф Рудолф I фон Баден († 1288) и съпругата му Кунигунда фон Еберщайн († 1290), дъщеря на граф Ото фон Еберщайн († 1278).

## Фамилия
Кунигунда II се омъжва пр. 27 март 1293 г. за граф Рудолф II фон Вертхайм († 1303/1306). Тя е втората му съпруга. Те имат две дъщери:
- Вилибирг (* ок. 1300; † 1333), омъжена пр. 15 юни 1330 г. за граф Николаус фон Льовенщайн-Шенкенберг († 1340), извънбрачен внук на император Рудолф I († 1291)
- Елизабет († сл. 1352)